# L'Ange noir (film)
Pour les articles homonymes, voir Black Angel et L'Ange noir.
Pour plus de détails, voir Fiche technique et Distribution.
L'Ange noir (titre original : Black Angel) est un film américain réalisé par Roy William Neill, sorti en 1946.
Ce film est l’un des derniers, sinon le dernier, tourné par la réalisateur, qui la même année meurt après avoir aussi achevé une série de onze films de Sherlock Holmes (sortis entre 1942 et 1946).

## Synopsis
Marty Blair, musicien célèbre, idole de Los Angelès sombre dans l’alcool, et la déchéance en quelques mois. 
Mavis Marlow chanteuse de cabaret, dont Marty avait fait la réputation et la fortune l’avait épousée jusqu’au jour où la chanteuse ambitieuse, avide et cruelle l’avait abandonnée.
Mavis est retrouvée morte dans son appartement par Kirk Bennett qui est immédiatement soupçonné par le capitaine Flood, traduit devant les tribunaux et condamné à mort. Sa femme Catherine Bennett convaincue de son innocence demande à Marty de l’aider. 
Après une longue enquête et intrigue autour de Marko tenancier d’un cabaret, d’un clip en forme de cœur serti de rubis offert à Mavis par Marty, et le tout mêlé d’amour platonique entre Marty et Catherine, Marty réussira in extremis à sauver Kirk, le mari de Catherine, en retrouvant après une soirée trop arrosée, une partie de sa mémoire.

## Fiche technique
- Titre : L'Ange noir
- Titre original : Black Angel
- Réalisation : Roy William Neill
- Scénario : Roy Chanslor, d'après le roman de  William Irish (un des pseudonymes de Cornell Woolrich)
- Production : Roy William Neill et Tom Mac Knight
- Société de production : Universal Pictures
- Musique : Frank Skinner
- Photographie : Paul Ivano
- Montage : Saul A. Goodkind
- Costumes : Vera West
- Décoration : Russell A. Gausman
- Directeur artistique : Jack Otterson
- Assistant réalisateur : Charles S. Gould
- Durée : 85 minutes
- Pays de production :  États-Unis
- Genre : Film noir
- Format : Noir et blanc - 1,37:1 - Mono - 35 mm
- Dates de sortie  : 
  - États-Unis 2 août 1946
  - France : 20 août 1947

## Distribution
- Dan Duryea : Marty Blair
- June Vincent : Catherine Bennett
- Peter Lorre : Marko
- Broderick Crawford : Capitaine Flood
- Wallace Ford : Joe
- Constance Dowling : Mavis Marlowe
- Freddie Steele : Lucky
- John Philips : Kirk Bennett
- George Chandler
- Hobart Cavanaugh : Jack
- Junius Matthews : Dr Courtney
- Ben Bard : le barman
- Maurice Saint-Clair
- Pat Starling